# Trobojnica
Trobojnica (španj. Tricolor, tal. Tricolore) oblik je zastave s trobojnim vodoravnim ili okomitim dizajnom. Tijekom povijesti trobojnice su često bile smatrane simbolima revolucije i slobode čije su boje odražavale pojedine vrline, vrijednosti ili težnje nekog naroda.
Najpoznatija trobojnica je francuska zastava, dok je najstarija trobojnica koja je još službeno i danas u potrebi nizozemska zastava.

## Povijest
Prve trobojnice nastale su u drugoj polovici 16. stoljeća, kao simbol slobode, republikanizma i/ili revolucije. Njima su se služili nizozemski republikanski pobunjenici protiv vlasti španjolske krune. Iduća slavna trobojnica uvedena je povodom Francuske revolucije 1789., a zatim se proširila na francuske klijentske države u Italiji i Švicarskoj. Značano su popularizirane tijekom vala revolucija koji je 1848. i 1849. zahvatio gotovo čitavu Europu, iako su pojedine trobojnice, poput njemačke, nastale već ranije u 19. stoljeću.

## Podjele
Postoji više podjela trobojnica po različitim obilježjima, najčešće položaju boja i samim bojama.
Prema položaju boja, odnosno njihovom pružanju dijele se na vodoravne i okomite trobojnice.
Podjele prema bojama najćešće uključuju:
- europske trobojnice, koje se djiele na tzv. "plave" i "zelene" (ovisno o prvoj boji, dok su druge dvije crvena i bijela);
  - slavenske trobojnice (zastava slavenskih zemalja s pretežno plavom, crvenom i bijelom bojom);
- afričke (panafričke) trobojnice, s tzv. sveafričkim bojama: zelenom, crvenom i crnom;
- arapske trobojnice, s tzv. svearapskim bojama: crvenom, zelenom, bijelom i crnom.

## Primjeri
- Hrvatska trobojnica kao slavenska vodoravna trobojnica.
- Nizozemska zastava, najstarija trobojnica u upotrebi.
- Njemačka zastava.
- Talijanska (okomita) trobojnica, La Tricolore.
- Sveafrička malijska trobojnica.
- Službena sveafrička zastava.
- Zastava Arapskog ustanka.